# 贤栗
贤栗（?—?），一作扈栗，东汉时哀牢王。
建武二十三年（47年），贤栗派兵乘木筏，南下长江、汉水，攻打附塞夷族鹿多，鹿多人弱，被哀牢人擒获。当时震雷疾雨，南风刮起，江水逆流， 翻涌二百余里，木筏沉没，哀牢士兵溺死数千人。贤栗再派遣属下六王率领万人进攻，六王最终阵亡。哀牢耆老一起埋葬了六王，夜里老虎出来把六王的尸体翻出来吃了，余众惊怖逃走。贤栗惶恐，对耆老曰说：“我曹入边塞，自古有之，今攻鹿多，辄被天诛，中国其有圣帝乎？天祐助之，何其明也！”建武二十七年（51年），贤栗等率领族人二千七百七十户，一七千六百五十九口，到越巂郡太守郑鸿处投降，求内属汉朝，汉光武帝封贤栗等为君长。从此每年都来朝贡。
| 前任： 不详 | 哀牢国王 40年代—50年代 | 繼任： 柳貌 |